# Hércules (musical)
Hércules es un musical basado en la película homónima de Walt Disney Animation Studios de 1997, con música de Alan Menken, letras de David Zippel y libreto de Robert Horn y Kwame Kwei-Armah. Su trama central gira en torno a Hércules, hijo de Zeus, quien siendo solo un bebé es secuestrado por el dios del inframundo Hades para evitar que se interponga en sus planes de hacerse con el poder en el Olimpo. Despojado de su divinidad, Hércules crece entre los mortales sintiéndose fuera de lugar debido a su fortaleza sobrehumana. Cuando un día descubre la verdad sobre sus orígenes, el joven Hércules concentrará toda su energía en convertirse en un héroe y así poder regresar junto a los suyos. Pero antes deberá aprender que los auténticos héroes no se miden por su fuerza física, sino por la grandeza de su corazón.
El espectáculo debutó en 2019 con una producción al aire libre que pudo verse en el Delacorte Theater de Central Park como parte del programa Public Works. Esta primera propuesta fue dirigida por Lear deBessonet y contó con libreto de Kristoffer Diaz. En 2023, un montaje revisado se representó en la Paper Mill Playhouse de Millburn, con Lear deBessonet repitiendo en la dirección y un nuevo libreto de Robert Horn y Kwame Kwei-Armah.
La versión definitiva, dirigida por Casey Nicholaw, tuvo su première mundial el 24 de marzo de 2024 en el Neue Flora de Hamburgo, de la mano de Stage Entertainment. En Londres se estrenó el 24 de junio de 2025 en el Theatre Royal, Drury Lane del West End y está previsto que en el futuro llegue a otros mercados.

## Desarrollo
En verano de 2017, Alan Menken reveló en una entrevista que se encontraba trabajando en una adaptación a los escenarios de la película Hércules, aunque no fue hasta principios de 2019 cuando se anunció oficialmente que el estreno tendría lugar ese mismo año como una colaboración entre el Public Theater de Nueva York y Disney Theatrical Productions. Además de Menken, el letrista David Zippel también regresó para componer las nuevas canciones, mientras que la escritura del libreto le fue encomendada a Kristoffer Diaz, si bien las versiones actuales llevan la firma de Robert Horn y Kwame Kwei-Armah.

## Producciones
| Producción   | Teatro                    | Fecha de estreno      | Fecha de cierre         | Dirección       |
| Off-Broadway | Delacorte Theater         | 31 de agosto de 2019  | 8 de septiembre de 2019 | Lear deBessonet |
| Millburn     | Paper Mill Playhouse      | 16 de febrero de 2023 | 19 de marzo de 2023     | Lear deBessonet |
| Hamburgo     | Neue Flora                | 24 de marzo de 2024   | En cartel               | Casey Nicholaw  |
| West End     | Theatre Royal, Drury Lane | 24 de junio de 2025   | En cartel               | Casey Nicholaw  |

## Números musicales
| Acto I - «Prologue» - «The Gospel Truth I (Mt. Olympus)» - «The Gospel Truth II (Underworld)» - «The Gospel Truth III (Baby Kidnap)» - «Despina's Lullaby» - «The Gospel Truth IV (Herc Was Mortal)» - «Today's Gonna Be My Day» - «Go the Distance» - «Go the Distance (Reprise)» - «One Last Hope» - «Forget About It» - «The Gospel Truth V (So Not Dead)» - «Getting Even» - «Zero to Hero» | Acto II - «A Muse Bouche» - «I'm Back!» - «Getting Even (Reprise)» - «Phil Goes the Distance» - «Doomed to Be Human» - «I Won't Say (I'm in Love)» - «I Won't Say (I'm in Love) (Reprise)» - «Great Bolts of Thunder» - «To Be Human» - «The Gospel Truth VI (That's Our Tale)» - «A Star Is Born» |

## Repartos originales
| Personaje                | Off-Broadway (2019)   | Millburn (2023)       | Hamburgo (2024)            | West End (2025)      |
| Hércules                 | Jelani Alladin        | Bradley Gibson        | Benét Monteiro             | Luke Brady           |
| Fil                      | James Monroe Iglehart | James Monroe Iglehart | Kristofer Weinstein-Storey | Trevor Dion Nicholas |
| Meg                      | Krysta Rodriguez      | Isabelle McCalla      | Mae Ann Jorolan            | Mae Ann Jorolan      |
| Hades                    | Roger Bart            | Shuler Hensley        | Detlef Leistenschneider    | Stephen Carlile      |
| Pena / Karl / Bob        | Nelson Chimilio       | Reggie De Leon        | Mario Saccoccio            | Craig Gallivan       |
| Pánico / Heinz / Charles | Jeff Hiller           | Jeff Blumenkrantz     | André Haedicke             | Lee Zarrett          |
| Talía                    | Ramona Keller         | Anastacia McCleskey   | Chasity Crisp              | Candace Furbert      |
| Calíope                  | Tamika Lawrence       | Tiffany Mann          | Leslie Beehann             | Malinda Parris       |
| Terpsícore               | Rema Webb             | Destinee Rea          | Venolia Manale             | Robyn Rose-Li        |
| Clío                     | Brianna Cabrera       | Charity Angél Dawson  | Jamie-Lee Uzoh             | Sharlene Hector      |
| Melpómene                | Tieisha Thomas        | Rashidra Scott        | Shekinah McFarlane         | Brianna Ogunbawo     |